# Bradley Elliott Schaefer
Bradley Elliott Schaefer (...) è un astronomo statunitense.
È membro della Unione Astronomica Internazionale. 

## Studi
Nel 1983 ha conseguito un Dottorato di ricerca (Ph.D.) presso il Massachusetts Institute of Technology
.

## Carriera
Ha lavorato dal 1984 al 1994 presso il Goddard Space Flight Center della NASA a Greenbelt, nel Maryland, dal 1994 al 2000 presso la Yale University a New Haven nel Connecticut, dal 2001 al 2003 presso l'Università del Texas ad Austin nel Texas, dal 2004 ha insegnato astronomia ed astrofisica presso l'Università della Louisiana ove attualmente è professore emerito.

## Ricerche astronomiche
Durante la sua carriera ha studiato un'inusuale varietà di tematiche nell'ambito dell'astronomia e astrofisica sconfinando anche in altre discipline:
- in ambito della storia dell'astronomia e dell'archeoastronomia si è occupato di antiche constellazioni[9], antichi cataloghi stellari[10], registrazioni storiche di supernove[11] ed eventi celesti particolari come eclissi solari[12] e la Stella di Betlemme[13].

- in ambito dell'astronomia del Sistema solare esterno si è occupato di Nereide[14], di Plutone[15] e della Fascia di Kuiper[16].

- in ambito dell'astronomia stellare si è occupato di stelle variabili[17][18], superbrillamenti[19], conteggi di macchie solari[20] e stelle binarie ad eclisse[21].

- in ambito dell'astronomia delle stelle variabili cataclismatiche si è occupato di nove e nove ricorrenti[22][23][24], supernove[25], progenitori di supernove[26], stelle binarie a raggi X di piccola massa[27] e lampi gamma (GRB)[28].

- ha scoperto o coscoperto 45 supernove tra il 2000 ed il 2001[29].

## Riconoscimenti
- Nel 1993 ha ricevuto l'Arthur Beer Prize
- Nel 1998 gli è stato assegnato il Solar Physics Division Popular Writing Award
- Nel 2003 ha ricevuto l'Herbert C. Pollock Award
- Nel 2007 è stato covincitore del Gruber Prize
- Nel 2015 ha vinto il Breakthrough Prize